# Dynamix
Dynamix, Inc. est une société américaine de développement de jeux vidéo fondé en 1984 et fermée en 2001, très connue pour ses simulateurs de vol, ses jeux de sport et son célèbre jeu en ligne multijoueurs : Tribes. Dynamix appartenait à la société Sierra.

## Historique

### Création
Dynamix est fondé par Jeff Tunnel et Damon Slye en 1984. Jeff Tunnel commence sa carrière dans l’informatique alors qu’il étudie la biologie à l’université, lorsqu’il achète son premier ordinateur, un Apple II. Il commence rapidement à programmer des jeux sur celui-ci et, fasciné par les possibilités qu’offre la machine, il fonde quelques mois plus tard ComputerTutor, une boutique spécialisé dans les jeux vidéo. Ces derniers sont à l’époque vendus principalement dans des magasins d’informatiques et ComputerTutor est la première boutique des États-Unis à se consacrer uniquement aux jeux vidéo. Tout en gérant sa boutique, il continue de programmer et fonde sa propre société d’édition de jeux vidéo, Software Entertainment Company (SEC). Grâce à sa boutique, Jeff Tunnel fait notamment la connaissance Damon Slye, à qui il finit par proposer un poste de vendeur à temps partiel. Après avoir travaillé quelque temps dans la boutique, celui-ci lui présente le jeu qu’il développe à l’époque sur son Apple II, un jeu de simulation dans un univers de science-fiction baptisé Stellar 7. Impressionné par le programme, Jeff Tunnel lui fait part de ses intentions de se lancer dans la publication de jeu vidéo et tente de le recruter. Damon Slye est au départ réticent, car il souhaite travailler avec Brøderbund Software , Electronic Arts ou Sierra On-Line, mais Jeff Tunnel parvient à le convaincre en lui offrant 30 % de royalties, plutôt que les 20 % habituellement proposés par les éditeurs de l’époque. 
Peu avant sa rencontre avec Damon Slye, Jeff Tunnel fait également la connaissance de Chris Cole, alors âgé de quatorze ans, qui commence à développer son propre jeu, The Sword of Kadash. Après deux ans de travail, il en termine le développement alors que Damon Slye termine celui de Stellar 7. Les deux jeux vont ainsi constituer les deux premiers produits du catalogue de la société de Jeff Tunnel, la Software Entertainment Company. Jeff Tunnel ne tarde cependant pas à se rendre compte qu’il est difficile de s’imposer dans le monde de l’édition de jeu vidéo qui, en 1984, est déjà dominé par les poids lourds du secteur. À la place, il propose donc à Damon Slye de s’associer pour fonder un studio de développement. Ce dernier accepte, Jeff Tunnel revend alors sa boutique, et ensemble, ils créé un des premiers studios de développement, qu’ils baptisent Dynamix.

### Débuts
Les deux associés commencent immédiatement à rassembler de nouveaux talents pour concrétiser leur projet. Impressionné par une démo envoyée par un jeune programmeur, Kevin Ryan, ils lui proposent de les rejoindre et de devenir copropriétaire de Dynamix. Ils commencent ensuite à démarcher les éditeurs, dont Electronics Arts à qui ils envoient une version de Stellar 7. Ils sont ainsi contactés par Joe Ybarra qui n’est pas intéressé par le jeu, qu’il juge trop similaire à Battlezone, mais qui se montre intéressé par leur travail. Après plusieurs mois à attendre une proposition concrète d’Electronics Arts, ils sont invités au siège de l’éditeur où il présente une idée de jeu dans le style de Prince of Persia et Indiana Jones. L’idée est cependant refusée par Joe Ybarra, qui leur propose alors de créer une simulation de tank en trois dimensions sur Amiga. Dynamix commence alors à développer Arcticfox sur des prototypes d’Amiga, qui n’est alors pas encore sorti. Le jeu rencontre un certain succès commercial, permettant à Dynamix d’être reconnu comme un bon studio par Electronics Arts. Dans les années suivantes, ils continuent ainsi de développer des jeux pour le compte de l'éditeur, comme Abrams Battle Tank (1988) ou Project Firestart (1989), et le studio s’agrandit jusqu’à compter 20 employés fin 1988. Afin de ne pas dépendre uniquement de leur accord avec Electronic Arts, la direction du studio décide ensuite d’étendre leur portefeuille de client et se rend pour cela aux principaux salons de jeu vidéo où ils entrent en contact avec de nombreux éditeurs. Dynamix se forge ainsi une certaine réputation et commence à intéresser de nombreux éditeurs. Ils finissent par accepter une proposition d’Activision avec qui ils signent un accord après avoir mis fin à leur collaboration avec Electronic Arts. Le studio développe alors des jeux basé sur plusieurs licences détenues par Activision, dont notamment BattleTech, Die Hard et Ghostbusters. L’année 1989 se révèle productive et profitable pour le studio, qui développe au total sept jeux, dont cinq publiés par Activision.

### Rachat par Sierra
Malgré ce succès, Jeff Tunnell et Damon Slye ont le sentiment que le studio stagne et ils décident qu’il est temps pour Dynamix de publier ses propres jeux. Ils recrutent alors Tony Reyneke en tant que directeur administratif et financier afin de les aider à réunir des capitaux pour leur nouvelle activité. Pendant ce processus, ils sont contactés par Ken Williams de Sierra On-Line qui souhaitent acquérir la licence de leur moteur 3D pour 300 000 $. Cet argent leur permet de se financer et de publier A-10 Tank Killer (1989) et David Wolf: Secret Agent (1989) à leur compte. Satisfait de leur technologie et des jeux qu’ils développent, Ken Williams les recontacte alors pour leur proposer de racheter le studio. Or, si A-10 Tank Killer et David Wolf: Secret Agent se vendent plutôt bien, ils ne permettent pas de maintenir le studio à flot, et ils décident donc d’accepter l’offre de Sierra. Dynamix est ainsi racheté par Sierra On-Line en 1990. Peu de temps avant le rachat, Dynamix commence a développer leur premier jeu d’aventure, Rise of the Dragon, avec pour objectif d’en faire un jeu totalement différents des standard du genre que sont Maniac Mansion et King's Quest. Pour celui-ci, ils développent une série d’outils, baptisé Game Development System, destiné à accélérer le processus de production des jeux en permettant notamment aux employés du studio de travailler en réseau sur les différents aspects du jeu. Celui-ci se révèle un excellent outil et, peu après le rachat par Sierra, Dynamix publie Rise of the Dragon qui rencontre beaucoup de succès. Le studio produit ensuite plusieurs des jeux les plus populaires de Sierra, dont le simulateur de vol de combat Red Baron (1990), le jeu de réflexion The Incredible Machine (1992), les simulateurs de mecha de la série Earthsiege et les jeux de tir à la première personne de la série Tribes.
Après Rise of the Dragon, Dynamix publie d’abord Red Baron (1990), une simulation de vol de combat sur le thème de la Première Guerre mondiale, lui aussi basé sur le Game Development System. Le studio publie ensuite Heart of China (1991) et, peu de temps après, Jeff Tunnel Commence à travailler sur un jeu qui deviendra l’un des titres du studio les plus populaires de l’époque, The Adventures of Willy Beamish (1991), grâce notamment à une technique d’animation innovante et un scénario plus travaillé. Pour le développer, le studio engage en effet des animateurs de The Walt Disney Company ainsi que deux scénaristes d’Hollywood, Tony et Meryl Perutz. Comme les deux précédents jeux d’aventure du studio, celui-ci connait un important succès commercial. Après  sa sortie, Jeff Tunnell quitte son poster de manager au sein de Dynamix pour créer son propre studio, Jeff Tunnell Productions, afin de disposer de plus de liberté en termes de création. Bien qu’il s’agisse d’un studio séparé, il continue néanmoins de collaborer étroitement avec Dynamix et Sierra, pour publier notamment The Incredible Machine (1992). En 1994, Damon Slye ressort fatigué de l’éprouvant développement de Aces of the Pacific et décide de quitter le studio et l’industrie vidéoludique. Malgré ce départ, Dynamix continue d’engranger les succès avec notamment les séries Front Page Sports, Aces et Earthsiege et, en 1995, Jeff Tunnell réintègre Dynamix. Son retour est néanmoins de courte durée car en 1996, Ken Williams vend Sierra et la situation se dégrade rapidement pour le studio. Ainsi, s’il continue de développer de bon jeu, comme le jeu de tir à la première personne Starsiege: Tribes en 1998, les problèmes de la société mère ne tardent pas à se répercuter sur Dynamix. Après plusieurs années difficiles, Sierra échappe en effet de peu à l’explosion à la suite d'une affaire de fraude au sein de son propriétaire, Cendant Corporation, et en 1999, après une série de licenciement brutale, Jeff Tunnell quitte Sierra et Dynamix pour fonder GarageGames avec trois autres employés du studio. La même année, Chris Cole est licencié en même temps que 60 autres employés du studio, sur les 170 qu’il compte à l’époque. Deux ans plus tard, en août 2001, Dynamix est définitivement fermé.

## Torque Game Engine
Certains membres initiaux de Dynamix ont créé GarageGames, un studio indépendant se consacrant au développement de moteurs de jeu ainsi qu'à la publication de jeux vidéo. Ils négocièrent le code source du moteur de jeu de Tribes 2 avec Sierra. Après avoir retravaillé le code, GarageGames sortit le moteur sous le nom de V12 mais on leur expliqua qu'un autre moteur de jeu portait déjà ce nom. Ils l'appelèrent donc Torque Game Engine (parfois abrégé TGE). Le code source est aujourd'hui accessible à n'importe qui pour un minimum de 100 $.

## Ludographie
| Année | Titre                                             | Développeur        | Éditeur         | Genre                          | Description                                                            | Plate-forme                                      |
| ----- | ------------------------------------------------- | ------------------ | --------------- | ------------------------------ | ---------------------------------------------------------------------- | ------------------------------------------------ |
| 1983  | Stellar 7                                         | Damon Slye         | SEC             | Simulation                     | Simulation de char d’assaut futuriste                                  | Apple II, C64                                    |
| 1983  | The Sword of Kadash                               | Chris Cole         | SEC             | Jeu de rôle                    |                                                                        | Apple II                                         |
| 1984  | Skyfox                                            | Ray Tobey          | Electronic Arts | Simulation                     | Simulation de combat aérien futuriste                                  | Porté sur Amiga et Macintosh                     |
| 1986  | Championship Baseball                             | GameStar           | Electronic Arts | Jeu de sport                   | Jeu de baseball                                                        | Porté sur Atari ST et ZX Spectrum                |
| 1986  | Arcticfox                                         | Dynamix            | Electronic Arts | Simulation                     | Suite de Stellar 7. Simulation de char d’assaut futuriste              | Amiga, Apple II, Atari ST, C64, DOS, ZX Spectrum |
| 1986  | GBA Championship Basketball: Two-on-Two           | Dynamix            | Activision      | Jeu de sport                   | Jeu de basketball                                                      | Amiga                                            |
| 1987  | Skyfox II: The Cygnus Conflict                    | Dynamix            | Electronic Arts | Simulation                     | Suite de Skyfox. Simulation de combat aérien futuriste                 | Amiga, Atari ST                                  |
| 1988  | The Train: Escape to Normandy                     | Artech Studios     | Accolade        | Jeu d’action                   |                                                                        | Porté sur IBM PC                                 |
| 1988  | Abrams Battle Tank                                | Dynamix            | Electronic Arts | Simulation                     | Simulation de char d’assaut                                            | IBM PC                                           |
| 1988  | Pete Rose Pennant Fever                           | GameStar           |                 | Jeu de sport                   | Jeu de baseball                                                        | IBM PC                                           |
| 1988  | Caveman Ugh-Lympics                               | Dynamix            | Electronic Arts | Jeu de sport                   | Simule des jeux olympiques préhistoriques                              | C64, IBM PC, NES                                 |
| 1989  | Motocross                                         | Dynamix            |                 | Jeu vidéo de course            | Jeu de course de supercross                                            | DOS                                              |
| 1989  | MechWarrior                                       | Dynamix            | Activision      | Simulation                     | Simulation de mecha                                                    | DOS                                              |
| 1989  | Ghostbusters                                      |                    | Activision      | Jeu d’action                   | Basé sur le film SOS Fantômes 2                                        | DOS                                              |
| 1989  | Deathtrack                                        | Dynamix            | Activision      | Combat motorisé                |                                                                        | DOS                                              |
| 1989  | Die Hard                                          | Dynamix            | Activision      | Jeu d’action                   | Basé sur le film Piège de cristal                                      | C64, DOS                                         |
| 1989  | A-10 Tank Killer                                  | Dynamix            | Dynamix         | Simulation                     | Simulation de char d’assaut                                            | Amiga, DOS                                       |
| 1989  | David Wolf: Secret Agent                          | Dynamix            | Dynamix         | Jeu d’action                   |                                                                        | DOS                                              |
| 1989  | Project Firestart                                 | Dynamix            | Electronic Arts | Survival horror                |                                                                        | C64                                              |
| 1990  | Rise of the Dragon                                | Dynamix            | Sierra          | Jeu d’aventure                 | Jeu d’aventure dans une version futuriste et cyberpunk de Los Angeles  | Amiga, DOS, Mega-CD, Mac                         |
| 1990  | Red Baron                                         | Dynamix            | Sierra          | Simulation                     | Simulation de combat aérien pendant la Première Guerre mondiale        | Amiga, DOS, Mac                                  |
| 1991  | Heart of China                                    | Dynamix            | Sierra          | Jeu d’aventure                 |                                                                        | Amiga, DOS                                       |
| 1991  | The Adventures of Willy Beamish                   | Dynamix            | Sierra          | Jeu d’aventure                 |                                                                        | Amiga, DOS, Mega-CD                              |
| 1991  | Nova 9: Return of Gir Draxon                      | Dynamix            | Sierra          | Simulation                     | Suite de Stellar 7 et Arcticfox. Simulation de char d’assaut futuriste | Amiga, DOS                                       |
| 1992  | Red Baron: Mission Builder                        | Dynamix            | Sierra          | Simulation                     | Extension de Red Baron                                                 | DOS                                              |
| 1992  | Aces of the Pacific                               | Dynamix            | Sierra          | Simulation                     | Simulation de combat aérien pendant la Seconde Guerre mondiale         | DOS, Windows                                     |
| 1992  | WWII: 1946                                        | Dynamix            | Sierra          | Simulation                     | Extension de Aces of the Pacific                                       | DOS, Windows                                     |
| 1993  | Sid and Al's Incredible Toons                     | Dynamix            | Sierra          | Jeu de réflexion               |                                                                        | DOS                                              |
| 1993  | Stellar-Fire                                      | Infinite Laser Dog | Dynamix         | Jeu d'action                   |                                                                        | Mega-CD                                          |
| 1993  | The Incredible Machine                            |                    | Sierra          | Jeu de réflexion               |                                                                        | 3DO, DOS                                         |
| 1993  | Classic Power Compilation                         |                    | Sierra          | Compilation                    |                                                                        | DOS                                              |
| 1993  | Betrayal at Krondor                               | Dynamix            | Sierra          | Jeu vidéo de rôle              |                                                                        | DOS                                              |
| 1993  | Alien Legacy                                      |                    | Sierra          | Jeu de gestion                 |                                                                        | DOS                                              |
| 1993  | Space Quest V: The Next Mutation                  | Dynamix            | Sierra          | Jeu d’aventure                 |                                                                        | DOS                                              |
| 1993  | Front Page Sports Football                        | Dynamix            | Sierra          | Jeu de sport                   | Simulation de football américain                                       | DOS                                              |
| 1993  | Front Page Sports Football Pro                    | Dynamix            | Sierra          | Jeu de sport                   | Simulation de football américain                                       | DOS                                              |
| 1993  | Aces Over Europe                                  | Dynamix            | Sierra          | Simulation                     | Simulation de combat aérien pendant la Seconde Guerre mondiale         | DOS                                              |
| 1993  | Take a Break! Pinball                             |                    | Sierra          | Jeu vidéo de flipper           |                                                                        | Windows                                          |
| 1994  | Metaltech: Earthsiege                             | Dynamix            | Sierra          | Simulation                     | Simulation de mecha                                                    | DOS                                              |
| 1994  | Front Page Sports Baseball '94                    | Dynamix            | Sierra          | Jeu de sport                   |                                                                        | DOS                                              |
| 1994  | Bouncers                                          | Dynamix            | Sierra          | Jeu de sport                   | Jeu de basketball                                                      | Mega-CD                                          |
| 1994  | Sierra Soccer                                     |                    | Sierra          | Jeu de sport                   |                                                                        | Amiga                                            |
| 1994  | Aces of the Deep                                  | Dynamix            | Sierra          | Simulation                     | Simulation de sous-marin pendant la Seconde Guerre mondiale            | DOS                                              |
| 1994  | Front Page Sports Football Pro '95                | Dynamix            | Sierra          | Jeu de sport                   | Simulation de football américain                                       | DOS                                              |
| 1995  | Metaltech: Battledrome                            | Dynamix            | Sierra          | Simulation                     | Simulation de mecha                                                    | DOS                                              |
| 1995  | Command: Aces of the Deep                         | Dynamix            | Sierra          | Simulation                     | Version Windows de Aces of the Deep                                    | Windows                                          |
| 1995  | The Incredible Machine 3                          |                    | Sierra          |                                |                                                                        | Windows                                          |
| 1995  | Earthsiege 2                                      | Dynamix            | Sierra          | Simulation                     | Simulation de mecha                                                    | Windows                                          |
| 1995  | 3-D Ultra Pinball                                 | Dynamix            | Sierra          | Jeu vidéo de flipper           |                                                                        | Windows                                          |
| 1995  | Front Page Sports Football Pro '96                | Dynamix            | Sierra          | Jeu de sport                   | Simulation de football américain                                       | DOS                                              |
| 1995  | Trophy Bass                                       | Dynamix            | Sierra          | Jeu de sport                   | Simulation de pêche                                                    | Windows                                          |
| 1996  | MissionForce: CyberStorm                          | Dynamix            | Sierra          | Jeu de stratégie               |                                                                        | Windows                                          |
| 1996  | Silent Thunder: A-10 Tank Killer II               | Dynamix            | Sierra          | Simulation                     | Suite de A-10 Tank Killer                                              | Windows                                          |
| 1996  | Front Page Sports: Trophy Bass 2                  |                    | Sierra          | Jeu de sport                   |                                                                        | Windows                                          |
| 1996  | 3-D Ultra Pinball: Creep Night                    | Dynamix            | Sierra          | Jeu vidéo de flipper           | Suite de 3-D Ultra Pinball                                             | Windows                                          |
| 1996  | Hunter Hunted                                     | Dynamix            | Sierra          | Jeu de plates-formes           |                                                                        | Windows                                          |
| 1996  | CyberGladiators                                   | Dynamix            | Sierra          | Jeu de combat                  |                                                                        | Windows                                          |
| 1996  | Rama                                              | Dynamix            | Sierra          | Jeu d'aventure                 | Inspiré du roman Rendez-vous avec Rama                                 | DOS, Windows, Macintosh, PlayStation             |
| 1996  | Front Page Sports Football Pro '97                | Dynamix            | Sierra          | Jeu de sport                   | Simulation de football américain                                       | Windows                                          |
| 1997  | Front Page Sports: Trophy Bass 2 - Northern Lakes |                    | Sierra          | Jeu de sport                   |                                                                        | Windows                                          |
| 1997  | Front Page Sports: Trophy Rivers                  |                    | Sierra          | Jeu de sport                   |                                                                        | Windows                                          |
| 1997  | Red Baron II                                      | Dynamix            | Sierra          | Simulation                     | Suite de Red Baron                                                     | Windows                                          |
| 1997  | Outpost 2: Divided Destiny                        | Dynamix            | Sierra          | Jeu de gestion et de stratégie | Suite de Outpost                                                       | Windows                                          |
| 1997  | Sierra Pro Pilot                                  | Dynamix            | Sierra          | Simulation                     | Simulateur de vol aux États-Unis                                       | Windows                                          |
| 1997  | 3-D Ultra Pinball: The Lost Continent             |                    | Sierra          | Jeu vidéo de flipper           | Suite de 3-D Ultra Pinball                                             | Windows                                          |
| 1997  | 3-D Ultra NASCAR Pinball                          |                    | Sierra          | Jeu vidéo de flipper           |                                                                        | Windows                                          |
| 1997  | 3D Ultra Minigolf                                 | Dynamix            | Sierra          | Jeu de sport                   | Jeu de minigolf en 3D                                                  | Windows                                          |
| 1997  | Front Page Sports Football Pro '98                | Dynamix            | Sierra          | Jeu de sport                   | Simulation de football américain                                       | Windows                                          |
| 1998  | Starsiege                                         | Dynamix            | Sierra          | Simulation                     | Simulation de mecha                                                    | Windows                                          |
| 1998  | Starsiege: Tribes                                 | Dynamix            | Sierra          | FPS                            |                                                                        | Windows                                          |
| 1998  | CyberStorm 2: Corporate Wars                      | Dynamix            | Sierra          | Jeu de stratégie               |                                                                        | Windows                                          |
| 1998  | Pro Pilot '99                                     | Dynamix            | Sierra          | Simulation                     | Suite de Sierra Pro Pilot. Simulateur de vol.                          | Windows                                          |
| 1998  | Red Baron 3D                                      | Dynamix            | Sierra          | Simulation                     | Remake de Red Baron II                                                 | Windows                                          |
| 1999  | 3-D Ultra Radio Control Racers                    | Dynamix            | Sierra          | Jeu de course                  |                                                                        | Windows                                          |
| 1999  | Field and Stream: Trophy Bass 3D                  |                    | Sierra          |                                |                                                                        | Windows                                          |
| 1999  | Curse You! Red Baron                              |                    | Sierra          |                                |                                                                        | Windows                                          |
| 1999  | 3-D Ultra Minigolf Deluxe                         | Dynamix            | Sierra          | Jeu de sport                   | Jeu de minigolf en 3D                                                  | Windows                                          |
| 2000  | RC Racers II                                      |                    | Sierra          |                                |                                                                        | Windows                                          |
| 2000  | 3D Ultra Lionel Traintown Deluxe                  |                    | Sierra          |                                |                                                                        | Windows                                          |
| 2000  | 3-D Ultra Pinball : Le Grand Huit                 |                    | Sierra          |                                |                                                                        | Windows, Mac, Game Boy Color                     |
| 2000  | Tribes 2                                          | Dynamix            | Sierra          | FPS                            | Suite de Starsiege: Tribes                                             | Windows                                          |
| 2001  | The Incredible Machine: Even More Contraptions    |                    | Sierra          |                                |                                                                        | Windows                                          |

### Biographie
- (en) « Dynamix », Retro Gamer, Imagine Publishing, no 80,‎ septembre 2010, p. 54-59 (ISSN 1742-3155).